# Бучимгає
Бучимгає (англ. Buchimgae) (부침개), або корейський панкейк, загалом означає будь-який тип смажених на сковороді інгредієнтів, зі взбитим яйцем або кляром, змішаним з іншими інгредієнтами. Точніше кажучи, це страва, яка готується шляхом смаження на сковороді густого тіста, змішаного з яйцем та іншими інгредієнтами, до утворення тонкого плоского фрітера у формі панкейка.

## Типи

### Бучимгає (Buchimgae)
- хобак-бучимгає (hobak-buchimgae) (호박부침개) — корейський панкейк з цукіні[6]
- кімчі-бучимгає (kimchi-buchimgae) (김치부침개) — панкейк з кімчі
- меміл-бучимгає (memil-buchimgae) (메밀부침개) — гречаний панкейк
- деякі різновиди паджон (pajeon) (파전) — панкейки з цибулею
- деякі різновиди бучу-джон (buchu-jeon) (부추전) — панкейки з часниковою цибулею

### Джон (Jeon)
Джон — це страва, яка готується шляхом обсмажування на олії суміші приправленої нарізаної риби, м'яса та овочів. Інгредієнти засипають пшеничним борошном перед обсмажуванням суміші на олії.

### Бінде-ттеок (Bindae-tteok)
Бінде-ттеок — це страва, яку готують шляхом подрібнення замочених бобів мунг, додавання овочів і м'яса та обсмажування на сковороді, доки суміш не набуде круглої та плоскої форми. У бінде-ттеок не додається борошно чи яйце.

### Джангтеок (Jangtteok)
Джангтеок — це страва, яку готують з додаванням пшеничного борошна до кочхуджану або твенджану (соєвої пасти). Додають овочі, такі як яванський водяник або зелений лук, і суміш обсмажують на сковороді в олії у вигляді тонкого плоского панкейка.

## Галерея

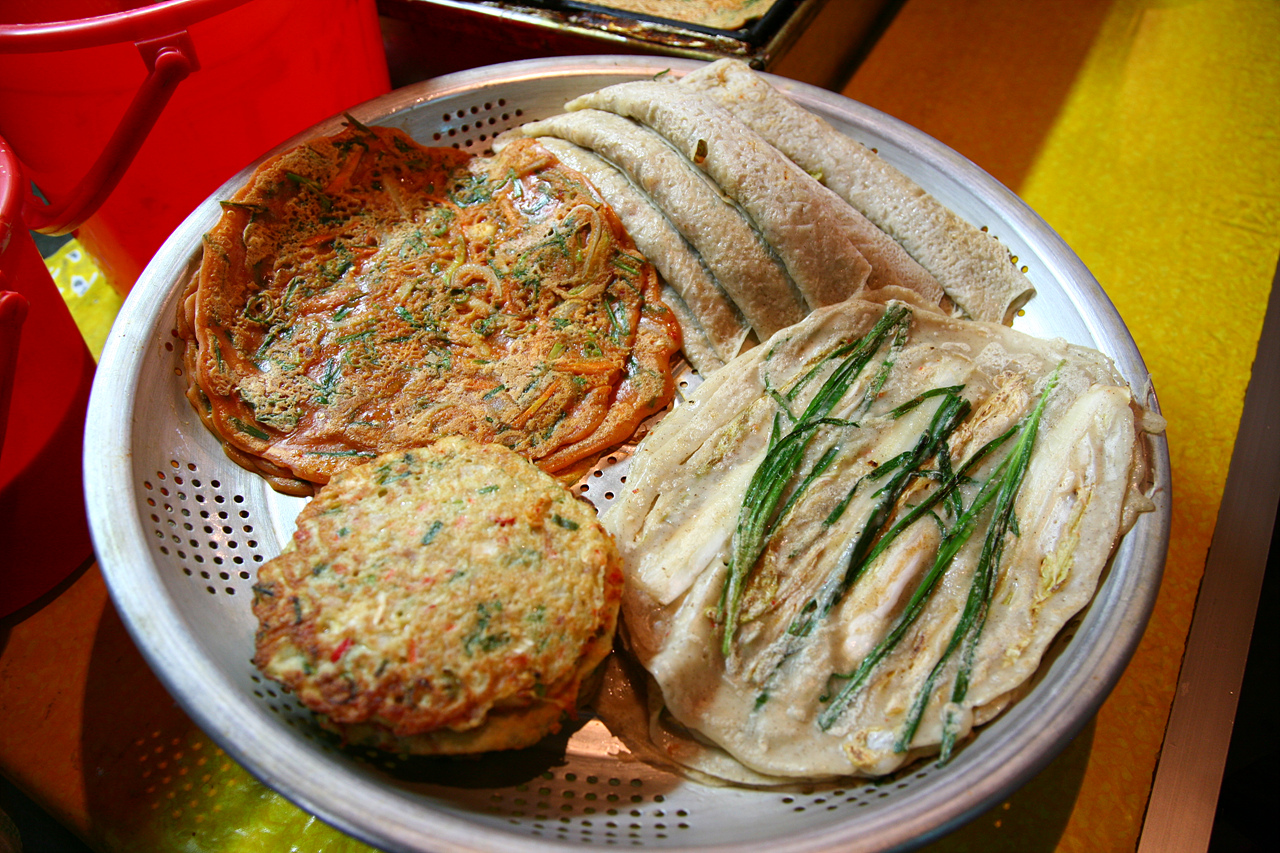
Різні бучимгае
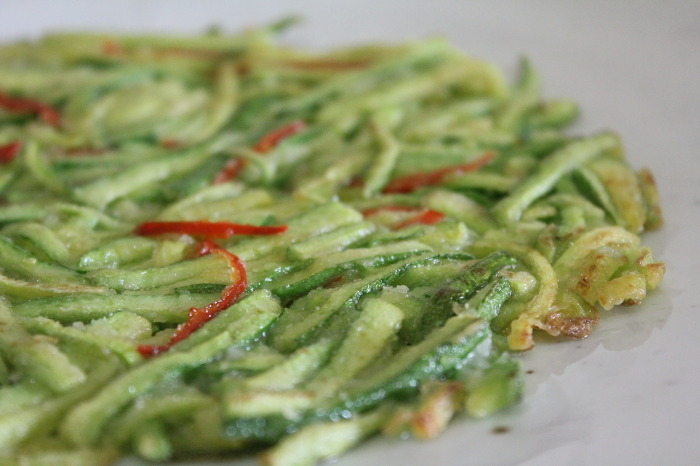
Аєхобак-бучимгає (корейський панкейк з цукіні)
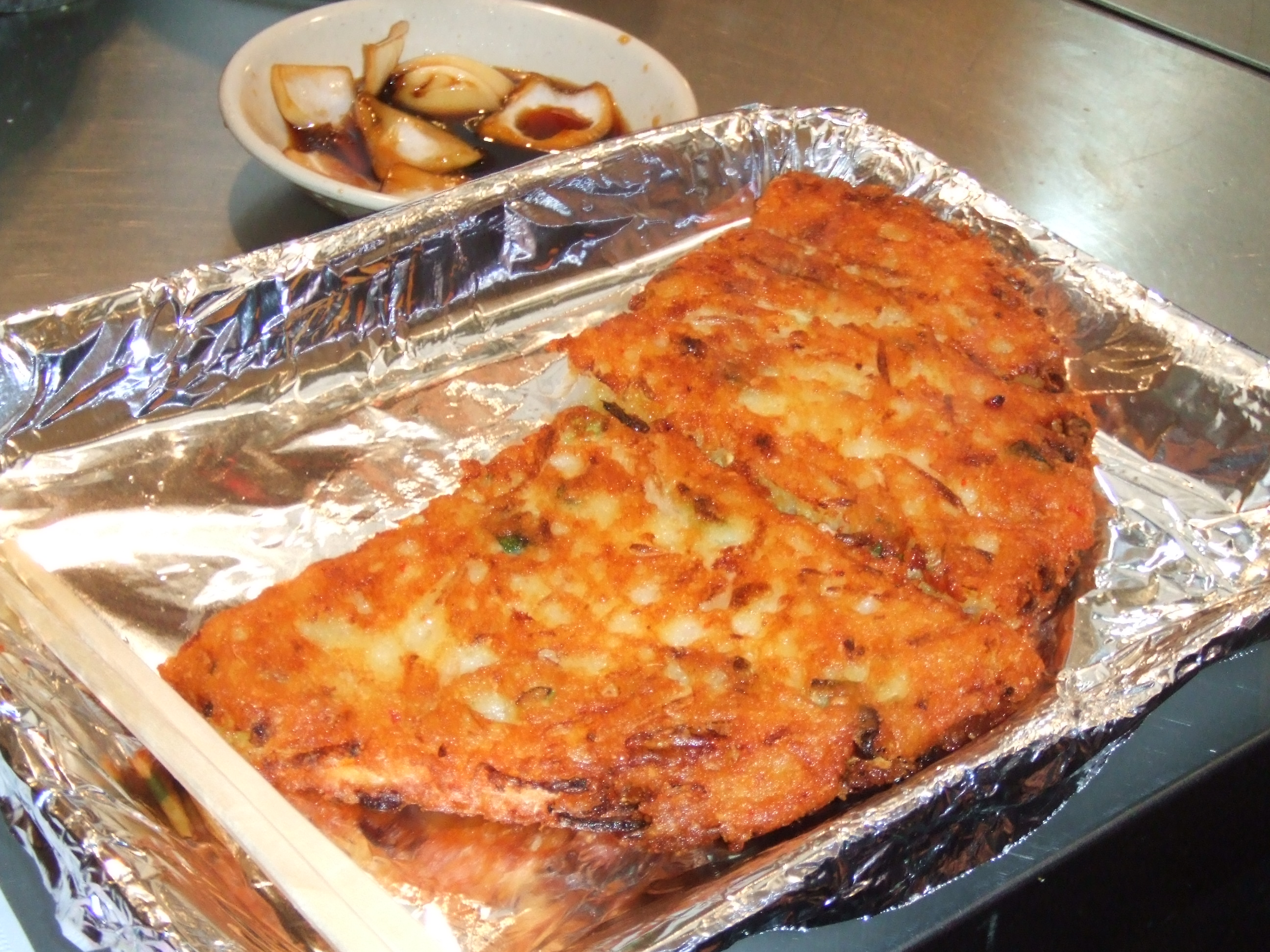
Бінде-ттеок (панкейк з квасолі мунг)
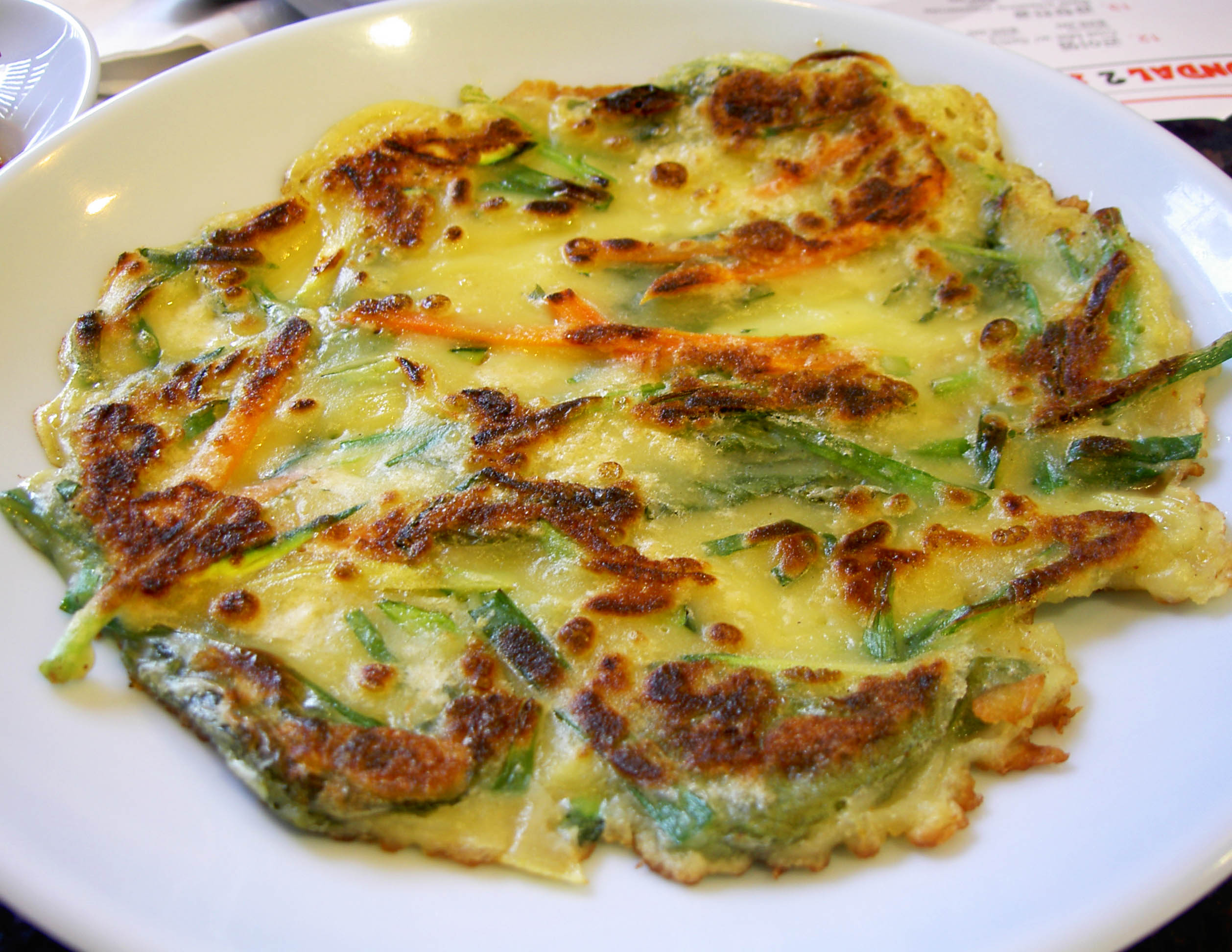
Паджон типу Бучимгає (панкейк із зеленою цибулею)
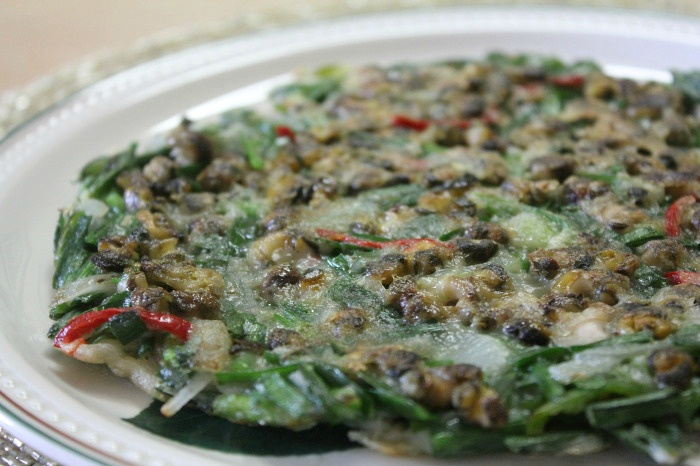
Дасеульгі-бучимгає (панкейк з прісноводних равликів)
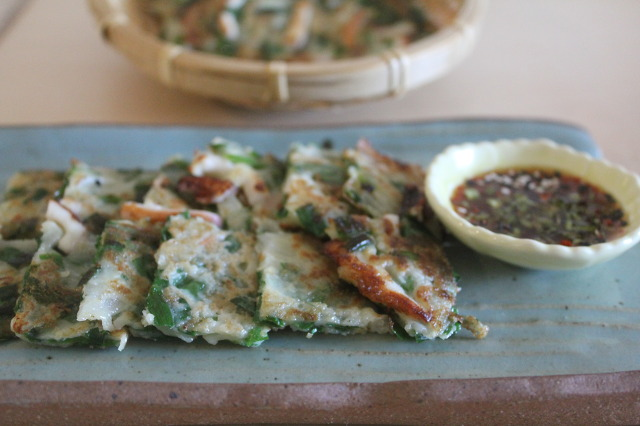
Гамджа-бучу-бучимгає (бучимгає з картоплі та часнику)
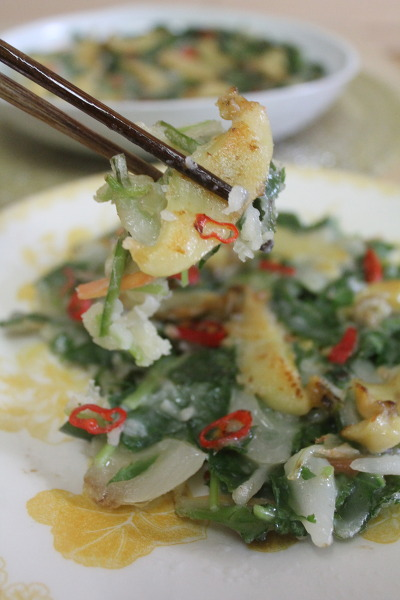
Чонбок-чамнамул-бучимгає (панкейк з морського вушка та пімпінеллі)
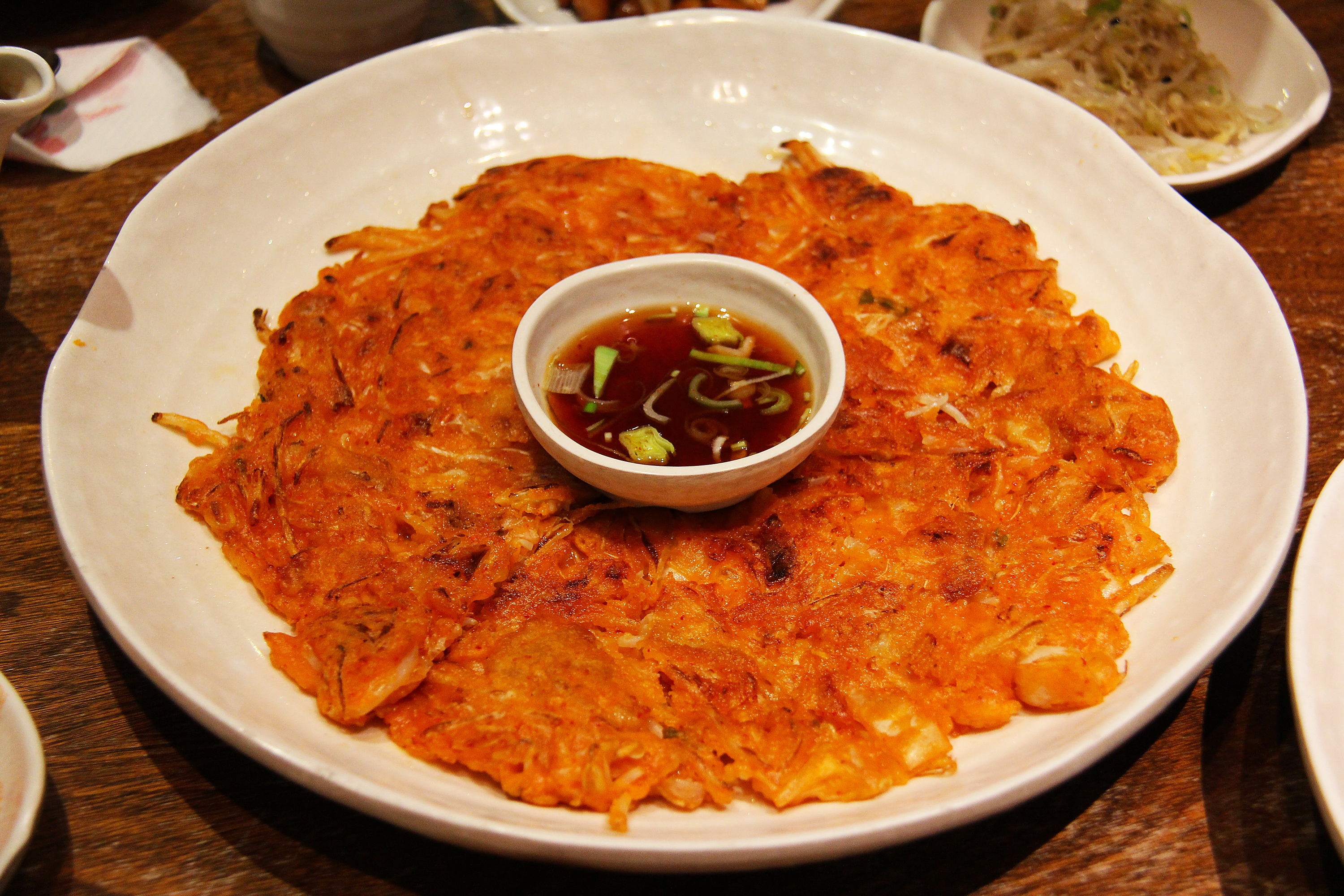
Кімчі-бучимгає (панкейк з кімчі)
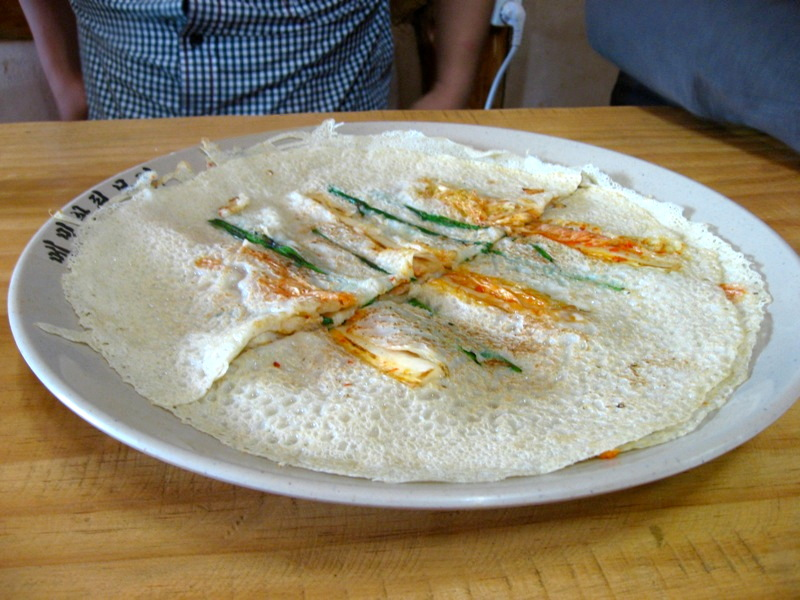
Меміль-бучимгає (гречаний панкейк)
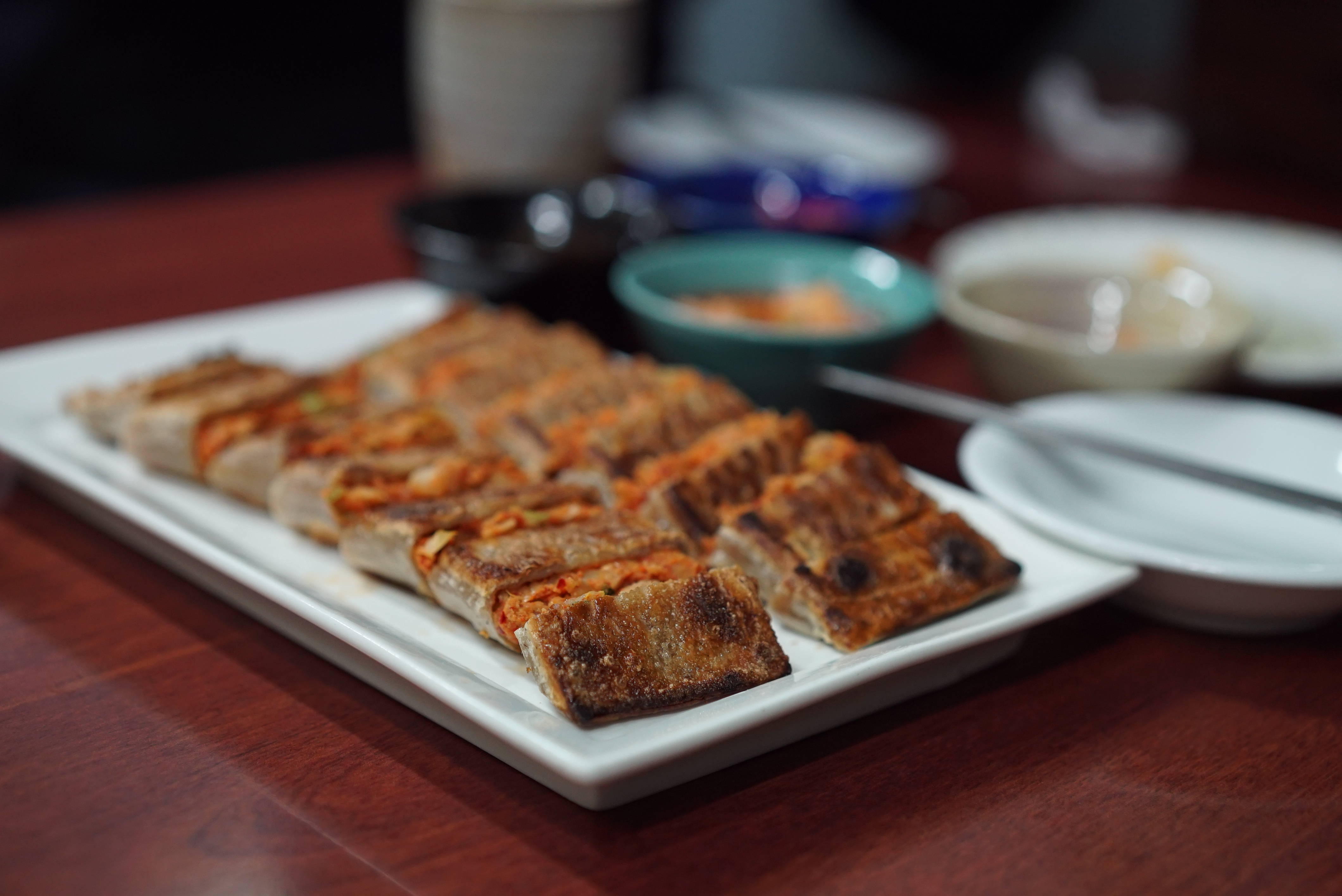
Фарширований мільчонбьон (пшеничний панкейк)
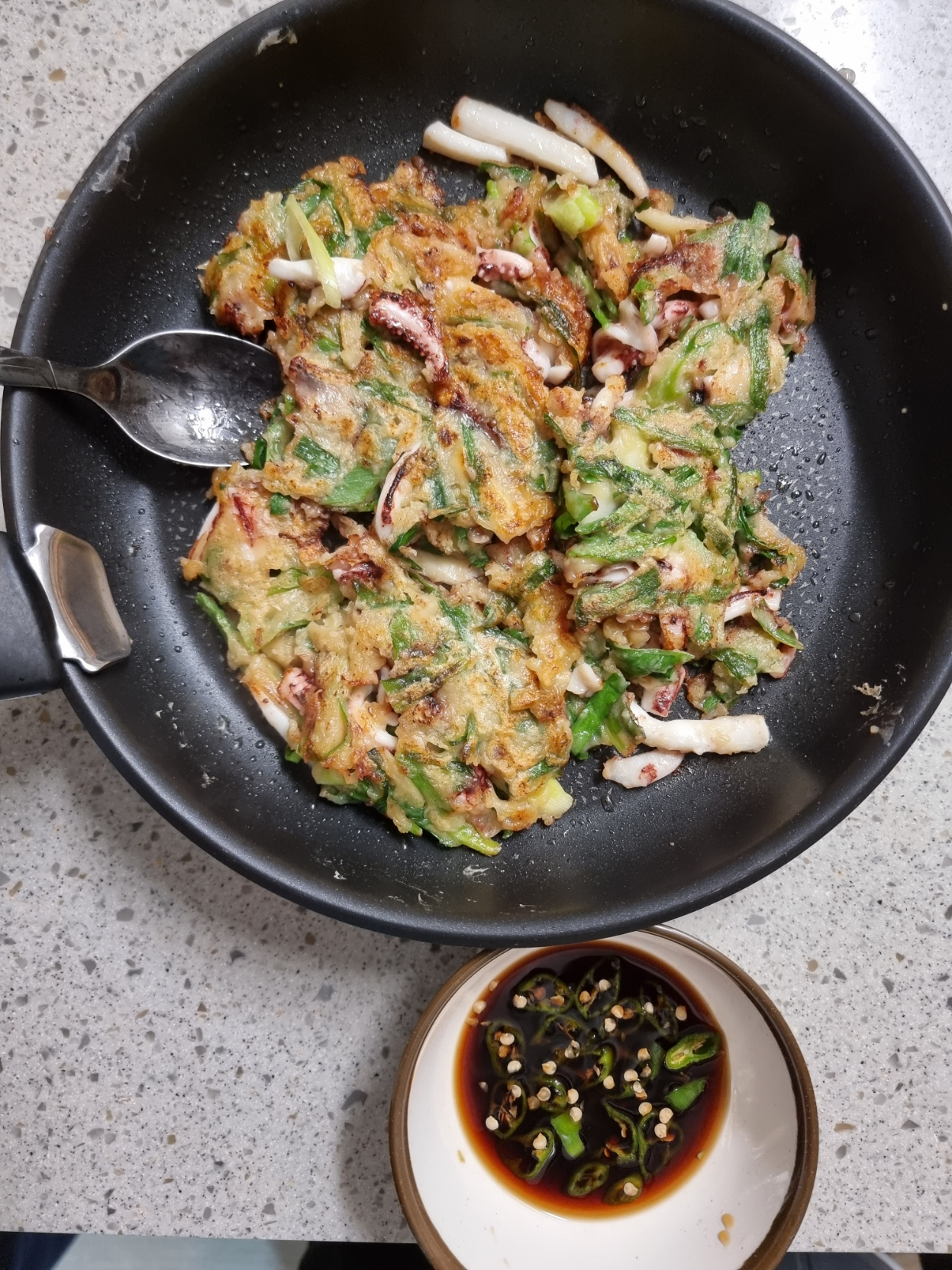
Кальмар-бучимгає(панкейк з кальмара)